# René Hall
René Hall (* 26. September 1903 in Morgan City (Louisiana); † 11. Februar 1988 in Los Angeles) war ein US-amerikanischer Rhythm-&-Blues- und Jazzgitarrist, Songwriter und Arrangeur.

## Leben
Hall lebte ab seinem zwölften Lebensjahr mit seiner Familie in New Orleans. Er spielt 1927 bis 1929 im Orchester von Sam Morgan, wechselte dann zu den David Jones-Lee Collins Astoria Hot Six (1929–31) und spielte dann bis 1932 bei Joe Robichaux. Anschließend gehörte er dem Orchester Sidney's Southern Syncopators von Sidney Desvigne an, die auf Flussdampfern spielten. Ab 1935 arbeitete er im Orchester Ernie Fields, in dem er bis 1942 blieb und begann, auch Posaune zu spielen. Ab 1942 konzertierte er mit dem Jeter-Pillars Orchestra im Club Plantation in St. Louis. Von 1944 bis 1946 spielte er bei Earl Hines, anschließend drei Jahre bei Andy Kirk, um dann mit einer eigenen Formation zu arbeiten. 1950 legte er in Sextettbesetzung Aufnahmen unter eigenem Namen bei Jubilee Records vor; seine Mitspieler waren u. a. Reunald Jones, Buddy Tate, Bobby Donaldson und die Brüder Edwin und Bill Swanston. Im selben Jahr begleitete er mit seiner Band die Sängerin Madeline Greene; 1951 entstanden Trioaufnahmen für Decca und Regent Records. Bis 1952 wirkte er außerdem bei Aufnahmen von Clyde Bernhardt, Ernie Fields, Erskine Hawkins und des Vokalensembles The Ravens mit.
Mit Titeln wie Flippin’, Smitty's Toy Piano, Twitchy (mit Willie Joe Duncan, Specialty 1958) Night Fright oder Two Guitar Boogie verlagerte er sich ab Mitte der 1950er Jahre auf den Rhythm & Blues und frühen Rock’n’Roll. Er arbeitete in dieser Epoche u. a. bei Earl Bostic und Quincy Jones; 1963 leitete er eine Session von Sam Cooke (Rhythm and the Blues). Ab Anfang der 1960er Jahre betätigte er sich auch als Songwriter; für „Good Rocking“ Sam Taylor Jr. schrieb er Everybody Knows I Love You (1962), für B. Bumble & The Stingers den School Day Blues und für Sandy Nelson Big Noise from the Jungle. Außerdem war er als Arrangeur für Brook Benton tätig (Wake Up auf RCA Victor).